# Narinari.com
Narinari.com（ナリナリドットコム）は、1999年10月4日より「コ○助（こまるすけ）」こと池田豪彦らによって運営されているニュースサイト。幅広いジャンル（スポーツ、インターネット・パソコン、モバイル、AV・デジタル家電、ゲーム、芸能・音楽、映画・DVD、社会・経済、よもやま話　計9ジャンル）を扱う総合ニュースサイトである。海外在住の特派員を含む複数のライターが記事を執筆している。
開設から2003年2月までは池田が1人で運営。開設当初はニュース記事の語尾が「○○なり。」というコロ助調で統一されていた。2003年2月から複数ライター制での運営が始まった。ほかに、プログラマーのてきれつが登場することもある。

## 歴史
- 1999年10月 - 「なりなりヘッドライン！」としてスタート。
- 2000年3月 - 1回目のリニューアル。
- 2001年4月 - 2回目のリニューアル。サイト名を「Narinari.com」に変更。
- 2001年9月 - アメリカ同時多発テロ速報を実施。
- 2002年4月 - 3回目のリニューアル。
- 2003年2月 - 4回目のリニューアル。複数ライター制を導入。
- 2004年10月 - 5回目のリニューアル。
- 2008年12月 - 6回目のリニューアル。
- 2020年5月 - 動画紹介ページ「ナリナリベストドウガ」が「ナリクリ（ナリナリクリップ）」として拡張リニューアルする形で独立[1]。

1999年当時、アニメやゲーム関連など、専門性に富んだニュースサイトが多かった時代に、「総合ニュースサイト」を掲げたNarinari.comは珍しい存在だった。開設当初のスタイルはニュースサイトのオーソドックスなスタイルと言える「短文・リンク紹介＋コメント型」で、現在のような「長文・コラム型」になったのは2003年2月の複数ライター制導入後である。